# NGC 5483
NGC 5483 (również PGC 50600) – galaktyka spiralna z poprzeczką (SBc), znajdująca się w gwiazdozbiorze Centaura. Odkrył ją John Herschel 15 marca 1836 roku.